# Bohuslav Klíma (1925–2000)
Bohuslav Klíma (Drahotuše, 1925. március 26. – Brünn, 2000. február 6.) cseh régész, geológus. Elsősorban a morvaországi paleolitikum időszakával foglalkozott. Fia, ifjabb Bohuslav Klíma szintén régész.

## Élete
A második világháború alatt Brünnbe költözött. Ott megismerkedett Karel Absolonnal, aki számára elsősorban mint grafikus dolgozott. Ekkor ismerkedett meg először a kőkorszaki eszközökkel. 1945-ben az egyetemek újra való megnyitása után, tanulni kezdett, mely tanulmányait 1948-ban fejezte be. Ekkor még a negyedidőszaki geológiára öszpontosított. Mint a Morvaországi Területi Múzeum munkatársa Franciaországba látogatott tanulmányi út céljából.
1952-ben az Akadémia létrejötte után, a brünni Régészeti Intézetben helyezkedett el. Itt dolgozott egészen 1995-ig. Számos ásatást vezetett és részt vett a nyugat-európai feltárásokon is. Nyugdíjba vonulása után Dolních Věstonicében dolgozott és borászattal is foglalkozott. Még ekkor is részt vett az ásatásokon, így például fiával Znojmo–Hradiště lelőhely feltárásában.
Ásatásai közül kiemelkedőek a Pavlovban (1952-től 1972-ig), ill. a korábban Karel Absolon által vezetett és 1947-ben megújított Dolní Věstonicében végzett feltárások. Az ásatás újrakezdésének oka a mikulovi vár második világháború alatti kiégése okozta, ahol szinte az összes morvaországi leletet tárolták. Számos feltárás-metodikai újdonságot alkalmazott munkája során. A Morva karszt barlangjaiban is kutatott (például Švédův stůl, Pekárna, Ochozská jeskyně). Az Ostrava melletti Landek-hegyen találta a petřkovicei vénuszt. H. Delporttal együtt a morvaországi gravettien elnevezése (pavlovien) is tőle származik.

## Főbb művei
- 1960 Dolní Věstonice výzkum tábořiště lovců mamutů v letech 1947-1952. Brno
- 1963 Dolní Věstonice – Výzkum tábořiště lovců mamutů v letech 1947-1952. Praha
- 1968 Skládka mamutích kostí v Dolních Věstonicích 1966 : Výsledky stratigrafického a paleontologického výzkumu archeologickými metodami. Brno
- 1969 Die grosse Anhäufung von Mammutknochen in Dolní Věstonice. Praha
- 1969 Nejstarší umění jižní Moravy – Nové nálezy – Katalog výstavy. Liberec
- 1970 Sborník Josefu Poulíkovi k šedesátinám. Brno (szerk.)
- 1974 Archeologický výzkum plošiny před jeskyní Pekárnou. Praha
- 1976 Die paläolithische Station Pavlov II. Praha
- 1977 Předmostí – ein Mammutjägerplatz in Mähren. Praha (tsz. Karel Absolon)
- 1983 Dolní Věstonice. Praha
- 1985 Dolní Věstonice – Specializovaná archeologická expozice Regionálního muzea v Mikulově – Katalog. Praha (tsz. J. Unger)
- 1986 Nejstarší osídlení Břeclavska. Mikulov/Praha
- 1989 Lovci mamutů z Dolních Věstonic – Katalog k výstavě. Praha (tsz. Emanuel Vlček)
- 1990 Lovci mamutů z Předmostí. Praha
- 1991 Die jungpaläolithischen Mammutjäger-Siedlungen Dolní Věstonice und Pavlov in Südmähren – ČSFR – zur Ausstellung "Mensch und Mammut" im Museum im alten Zeughaus (Kantonsmuseum Baselland) in Liestal (Schweiz) 1991. Liestal